# Коперхил (Тенеси)
Коперхил (енгл. Copperhill) град је у америчкој савезној држави Тенеси.

## Демографија
По попису из 2010. године број становника је 354, што је 157 (-30,7%) становника мање него 2000. године.
| Група             | 2000.       | 2010.       |
| Белци             | 493 (96,5%) | 323 (91,2%) |
| Афроамериканци    | 0 (0,0%)    | 2 (0,6%)    |
| Азијати           | 0 (0,0%)    | 1 (0,3%)    |
| Хиспаноамериканци | 5 (1,0%)    | 21 (5,9%)   |
| Укупно            | 511         | 354         |